# بانكوك يونايتد
بانكوك يونايتد هو نادي كرة قدم تايلاندي من محافظة باثوم ثاني يلعب في الدوري التايلاندي الممتاز.